# Pere Orlandis i Despuig
Pere Orlandis i Despuig (Palma, Mallorca, 9 de juny de 1864 - Salamanca, 12 de novembre de 1897) va ser un poeta mallorquí.
Primogènit d'una família noble, estudia el Batxillerat de Lletres en l'Institut instal·lat aleshores a l'edifici de Montision, on conegué i travà amistat amb Miquel dels Sants Oliver i Tolrà. També fou molt amic de Miquel Costa i Llobera, que l'influí literàriament.
La vida d'en Pere Orlandis va estar marcada per uns fets que cal tenir en compte per tal de comprendre la seva obra literària i el seu propi destí personal. Pere Orlandis s'enamorà amb gran passió d'una jove mallorquina d'extraordinària bellesa i especial intel·ligència. Tanmateix, entre el primogènit d'una casa noble i una noia de classe mitjana existia en la societat del moment una distància enorme impossible de superar. Pere va topar amb una invencible oposició familiar per la seva condició d'hereu de casa i llinatge. Per ell fou una qüestió de consciència, que implicà una tremenda lluita interior, la qual va acabar en una dolorosíssima decisió pel seu deure de família, sacrificant el cor i renunciar al matrimoni amb la persona estimada. Pere Orlandis no es casaria amb ella, però tampoc s'uniria en matrimoni amb cap altra dona. Després d'aquests fets, el 1895 Orlandis es va incorporar als cenacles literaris de Mallorca, començant a assistir a les reunions que se celebraven a casa de Josep Maria Quadrado o de Joan Alcover i Maspons.
La poesia d'en Pere Orlandis és fidel reflex de la seva vida. Encaixa de ple en el més pur "neoromanticisme". La seva poesia és neoromàtica perquè ell mateix fou un neoromàntic, un exponent tardà però genuí de la mentalitat romàntica. Per això, el seu neoromanticisme de finals del XIX resulta modern i traspua espontaneïtat, no és el producte d'un artifici literari, sinó el reflex de la història viva del poeta.
L'any 1897 va prendre una decisió que marcaria definitivament el rumb a la seva vida. Resolgué entregar la seva vida a Déu i fer-se capellà. A principis d'octubre abandonà Mallorca i va ingressar en el Seminari de Salamanca per seguir els seus esludis eclesiàstics i, des d'allà, sol·licitar l'ingrés en la Companyia de Jesús. Tenia 33 anys i seria el seu un viatge sense retorn. El 5 de novembre arriba a Palma la notícia que es trobava malalt de gravetat, víctima d'unes febres malignes. El 7 marxaren a Salamanca els seus familiars, i el 12 a les dues de la matinada es produïa el desenllaç de la vida de Pere Orlandis.
Orlandis va ser un exquisit poeta en llengua catalana malgrat el reduït de la seva producció literària. Les poesies d'en Pere Orlandis que s'han conservat foren escrites totes entre els anys 1894 i 1897. Escriví només onze poemes breus, d'una qualitat, però, remarcable, que foren recollits pòstumament al volum Poesies (1898) i reeditats el 1934, entre els quals destaca Lo paje cavaller. Mallorca, Pobre cor! (1897). Un altre de pòstum fou Rondalles i Amor (1901).
El seu germà Ramon Orlandis i Despuig (1873-1958) fou jesuïta i fundador el 1925 de l'associació cristiana laica Schola Cordis Iesu i, el 1944, de la revista Cristiandad, de la qual fou director, i del cenacle del mateix nom, de caràcter integrista.